# 春日洋光二
春日洋 光二（かすがなだ こうじ、1950年11月23日 - ）は、福岡県北九州市出身で春日野部屋に所属した元大相撲力士。本名は高見 尋。185cm、156kg。最高位は西十両3枚目。右四つ、寄り、突き、押し。

## 経歴
1966年3月場所に初土俵。立ち合いからの激しい突き押しと、突っ張りで相手を崩してから右前廻しを取ってから寄る取り口で番付を上げ、1974年5月場所で十両昇進、以後十両を17場所務め、1976年7月場所は自己最高位となる十両3枚目まで番付を上げたが、場所中に右膝を負傷したこともあって入幕はならなかった。1979年5月場所限りで廃業。

## 主な成績
- 通算成績：356勝328敗5休 勝率.520
- 十両成績：118勝134敗3休 勝率.468
- 現役在位：80場所
- 十両在位：17場所
- 各段優勝
  - 三段目優勝：1回（1969年1月場所）

### 場所別成績
| | 一月場所 初場所（東京） | 三月場所 春場所（大阪） | 五月場所 夏場所（東京） | 七月場所 名古屋場所（愛知） | 九月場所 秋場所（東京） | 十一月場所 九州場所（福岡） |
| --- | ----------------------- | ----------------------- | ----------------------- | --------------------------- | ----------------------- | --------------------------- |
| 1966年 （昭和41年） | x                       | （前相撲）              | 西序ノ口30枚目 3–4      | 東序ノ口12枚目 5–2          | 東序二段57枚目 2–5      | 西序二段74枚目 4–3          |
| 1967年 （昭和42年） | 西序二段41枚目 3–4      | 東序二段51枚目 2–5      | 西序二段123枚目 5–2     | 西序二段58枚目 3–4          | 東序二段73枚目 5–2      | 西序二段26枚目 3–4          |
| 1968年 （昭和43年） | 東序二段43枚目 5–2      | 西序二段4枚目 2–5       | 東序二段18枚目 3–4      | 西序二段22枚目 5–2          | 西三段目82枚目 1–6      | 西序二段17枚目 5–2          |
| 1969年 （昭和44年） | 西三段目78枚目 優勝 7–0 | 東幕下51枚目 3–4        | 西幕下59枚目 2–5        | 東三段目12枚目 5–2          | 東幕下44枚目 1–6        | 西三段目10枚目 4–3          |
| 1970年 （昭和45年） | 東幕下60枚目 4–3        | 東幕下49枚目 5–2        | 東幕下31枚目 3–4        | 西幕下37枚目 2–5            | 東幕下59枚目 4–3        | 東幕下53枚目 5–2            |
| 1971年 （昭和46年） | 西幕下33枚目 1–6        | 西幕下54枚目 6–1        | 西幕下26枚目 4–3        | 西幕下23枚目 2–5            | 西幕下40枚目 5–2        | 西幕下22枚目 3–4            |
| 1972年 （昭和47年） | 東幕下28枚目 4–3        | 東幕下24枚目 3–4        | 西幕下29枚目 3–4        | 西幕下34枚目 3–4            | 東幕下41枚目 5–2        | 西幕下26枚目 6–1            |
| 1973年 （昭和48年） | 東幕下12枚目 3–2–2      | 西幕下17枚目 2–5        | 西幕下35枚目 5–2        | 西幕下18枚目 3–4            | 東幕下26枚目 5–2        | 東幕下15枚目 5–2            |
| 1974年 （昭和49年） | 西幕下9枚目 4–3         | 東幕下7枚目 6–1         | 西十両13枚目 7–8        | 西幕下筆頭 5–2              | 西十両12枚目 4–11       | 西幕下9枚目 5–2             |
| 1975年 （昭和50年） | 西幕下4枚目 3–4         | 西幕下6枚目 3–4         | 東幕下11枚目 4–3        | 西幕下7枚目 2–5             | 西幕下22枚目 6–1        | 東幕下5枚目 5–2             |
| 1976年 （昭和51年） | 西幕下筆頭 4–3          | 東幕下筆頭 6–1          | 東十両11枚目 10–5       | 西十両3枚目 3–9–3           | 西十両13枚目 7–8        | 東幕下筆頭 5–2              |
| 1977年 （昭和52年） | 東十両12枚目 9–6        | 東十両9枚目 6–9         | 西十両13枚目 7–8        | 東幕下筆頭 4–3              | 東十両13枚目 9–6        | 西十両8枚目 8–7             |
| 1978年 （昭和53年） | 東十両7枚目 6–9         | 東十両12枚目 9–6        | 西十両8枚目 8–7         | 東十両7枚目 5–10            | 東十両12枚目 7–8        | 西十両13枚目 8–7            |
| 1979年 （昭和54年） | 東十両9枚目 5–10        | 東幕下2枚目 3–4         | 西幕下7枚目 引退 4–3–0  | x                           | x                       | x                           |
| 各欄の数字は、「勝ち-負け-休場」を示す。 優勝 引退 休場 十両 幕下 三賞：敢=敢闘賞、殊=殊勲賞、技=技能賞 その他：★=金星 番付階級：幕内 - 十両 - 幕下 - 三段目 - 序二段 - 序ノ口 幕内序列：横綱 - 大関 - 関脇 - 小結 - 前頭（「#数字」は各位内の序列） |                         |                         |                         |                             |                         |                             |

## 改名歴
- 高見（たかみ）1966年3月場所 - 1968年1月場所
- 春日洋 光二（かすがなだ こうじ）1968年3月場所 - 1979年5月場所